# Vodovod (Novi Travnik, BiH)
Vodovod je naseljeno mjesto u općini Novi Travnik, Federacija Bosne i Hercegovine, BiH.
Nalazi se jugozapadno od općinskog središta.

## Stanovništvo

### 1991.
Nacionalni sastav stanovništva 1991. godine, bio je sljedeći:
ukupno: 134
- Muslimani - 79
- Hrvati - 49
- Srbi - 7
- Jugoslaveni - 2
- ostali, neopredijeljeni i nepoznato - 3

### 2013.
Nacionalni sastav stanovništva 2013. godine, bio je sljedeći:
ukupno: 49
- Bošnjaci - 44
- Hrvati - 5